# Limnonectes macrocephalus
Limnonectes macrocephalus é uma espécie de anfíbio da família Ranidae.
É endémica das Filipinas.
Os seus habitats naturais são: florestas subtropicais ou tropicais húmidas de baixa altitude, regiões subtropicais ou tropicais húmidas de alta altitude, rios, rios intermitentes, marismas de água doce, marismas intermitentes de água doce, lagoas costeiras de água doce, terras aráveis, pastagens e plantações.
Está ameaçada por perda de habitat.